# Trépied sacrificiel

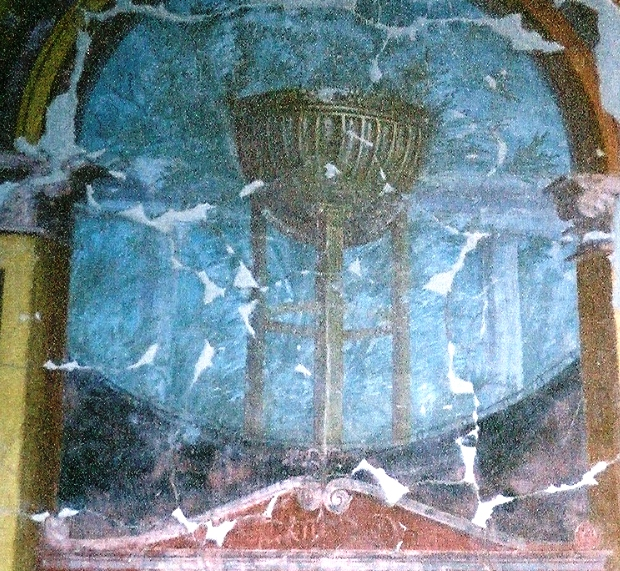
Fresque représentant un trépied dans la villa « de Popée » à Oplontis.

Un trépied sacrificiel est un meuble religieux, à trois pieds, souvent en bronze, utilisé principalement durant l'Antiquité pour accomplir certains rituels religieux tels que la prise d'oracle ou la combustion rituelle d'encens ou d'autres substances. De par sa structure, le trépied est le meuble le plus stable pour un sol inégal, d'où son utilisation ancienne. Dans l'Antiquité, il est particulièrement associé à Apollon et l'Oracle de Delphes, étant souvent représenté en association avec la Pythie.

## Description et usage
Le mot trépied provient du grec et signifie « possédant trois pieds ». On retrouve des attestations du mot dès l'époque mycénienne dans la documentation en linéaire B sur tablette d'argile : il s'écrit alors ti-ri-po-de, et constitue déjà un élément de mobilier cultuel en bronze. L'objet est attesté archéologiquement dès cette époque, et est particulièrement attesté entre l'époque orientalisante et la fin de l'époque classique.

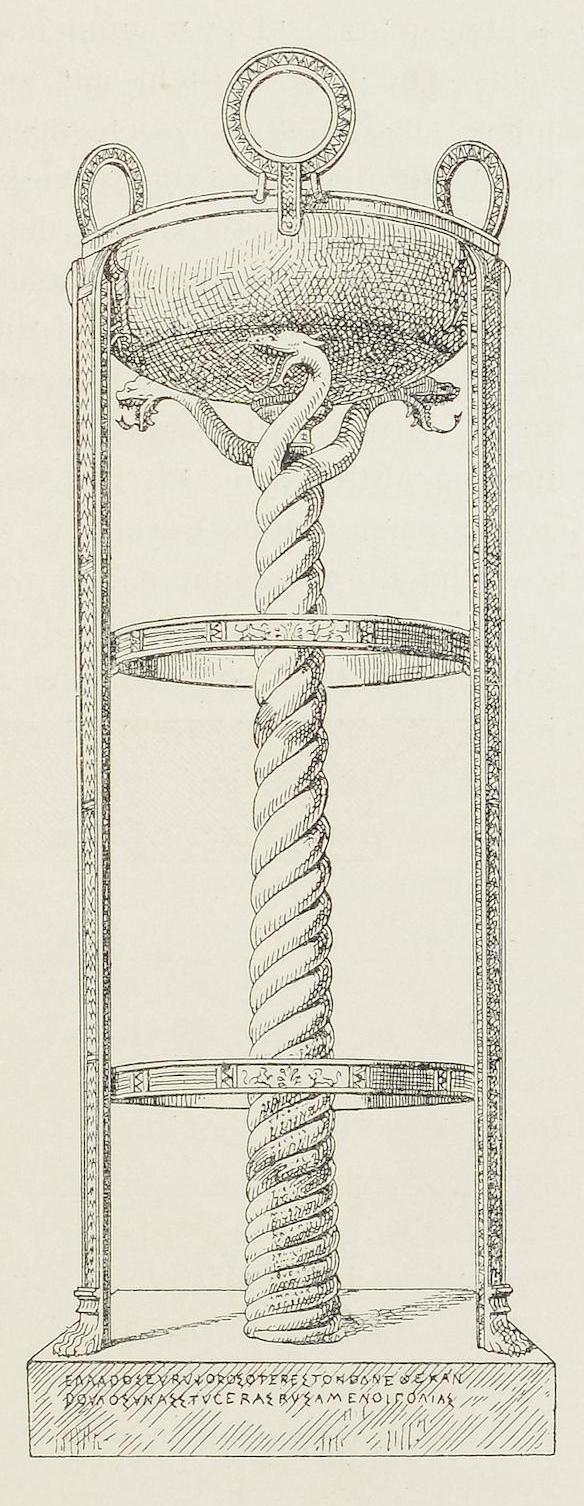
Reconstitution du trépied de Platées dans son état originel.

Un trépied en bronze se compose de trois pieds droits, parfois reliés par un cerclage de bronze, portant une vasque en bronze de forme plus ou moins ouverte (allant du grand plat pouvant servir de siège au conteneur hémisphérique). Un pied central est parfois attesté. Les rebords de la panse de la vasque sont fréquemment décorés de trois poignées verticales circulaires en bronze. Les dimensions de ces objets varient, de quelques dizaines de centimètres à plus d'un mètre de haut.
Les trépieds grecs sont fréquemment le support de nombreuses décorations travaillées en relief par la technique du repoussé, ou encore par adjonction de figures en ronde-bosse réalisées par coulée indirecte ou par cire perdue et soudées par la suite au corps. On y retrouve tout l'éventail des créatures mythologiques ou réelles de l'iconographie grecque : griffons, chevaux, gorgones, lions, serpents, figures divines comme Achéloos, etc. De nombreux exemplaires archéologiques sont connus ; il s'agit souvent d'offrandes votives dans des sanctuaires, tel celui d'Olympie.
Les trépieds sont fréquemment mentionnés par Homère comme des récompenses pour les vainqueurs des concours. Ils doivent être dédiés à une divinité et déposés dans un sanctuaire, et non pas emportés par le vainqueur. Les trépieds sont aussi des cadeaux précieux pour des invités, comme dans le cas des Phéaciens, qui offrent un chaudron et un trépied à Ulysse.
Dans les concours chorégiques des Dionysies, le chorège victorieux (un citoyen riche qui a assuré l'équipement et l'entrainement d'un chœur) recevait une couronne et un trépied. Il devait consacrer le trépied à une divinité ou le faire ériger au sommet d'un édicule de marbre érigé sous la forme d'un petit temple circulaire (tholos), dans la rue des trépieds d'Athènes, aujourd'hui rue Tripodon. Un de ces monuments, le Monument de Lysicrate, érigé pour commémorer sa victoire lors du concours de 335 av. J.-C., a été préservé jusqu'à aujourd'hui. Le trépied était posé au sommet du monument.

## Trépieds célèbres
Le trépied de Delphes est le plus célèbre de la Grèce antique. En état de transe, dans une salle souterraine de la cella du temple d'Apollon, la Pythie s'asseyait sur la vasque au sommet du trépied pour délivrer les prédictions que lui dictait le dieu. Une branche de laurier y était déposée quand la prêtresse n'y siégeait pas, du fait de la consécration de l'objet à Apollon.
D'après la tradition mythologique, Hercule alla demander conseil à l'oracle de Delphes pour expier les meurtres de son frère et de son père qu'il avait tués pour épouser sa sœur. L'oracle refusa de lui répondre. Le héros se serait alors mis en colère, aurait pris le trépied sur lequel se tenait la Pythie pour prononcer ses oracles. Apollon essaya de l'en empêcher, et s'ouvrit alors un combat entre le dieu et le héros. Zeus dut intervenir pour mettre fin à la querelle. Ce mythe de la lutte entre Hercule et Apollon pour la possession du trépied de Delphes apparaît fréquemment sur la céramique attique à figures noires.
Un autre trépied bien connu, lui aussi à Delphes, était le trépied de Platées  fabriqué en prélevant un dixième du bronze des armes prises aux Perses lors de la bataille de Platées (479 av. J.-C.). Il se composait d'une vasque d'or, soutenue par un pied central formé de trois serpents enlacés, constituant ainsi une colonne serpentine. Ce pied central était gravé des noms de toutes les cités qui avaient participé à la bataille. La vasque d'or fut prise par les Phocidiens durant la Troisième guerre sacrée (356-346 av. J.-C.). Le trépied et la colonne serpentine furent pris et emmenés par l'empereur  Constantin à Constantinople en 324. On peut toujours voir la colonne serpentine au milieu de l'hippodrome de Constantinople (aujourd'hui place Sultanahmet à Istanbul) : les têtes des serpents ont disparu, mais  l'une d'elles est conservée au Musée archéologique d'Istanbul tout proche. L'inscription a été restaurée presque entièrement. 

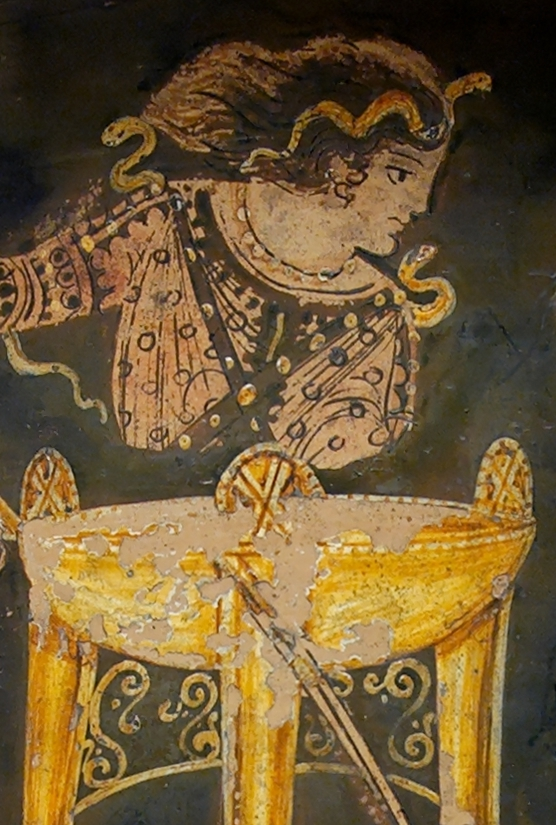
Tripode de Delphes sur une poterie, 330 av. J.-C. environ.
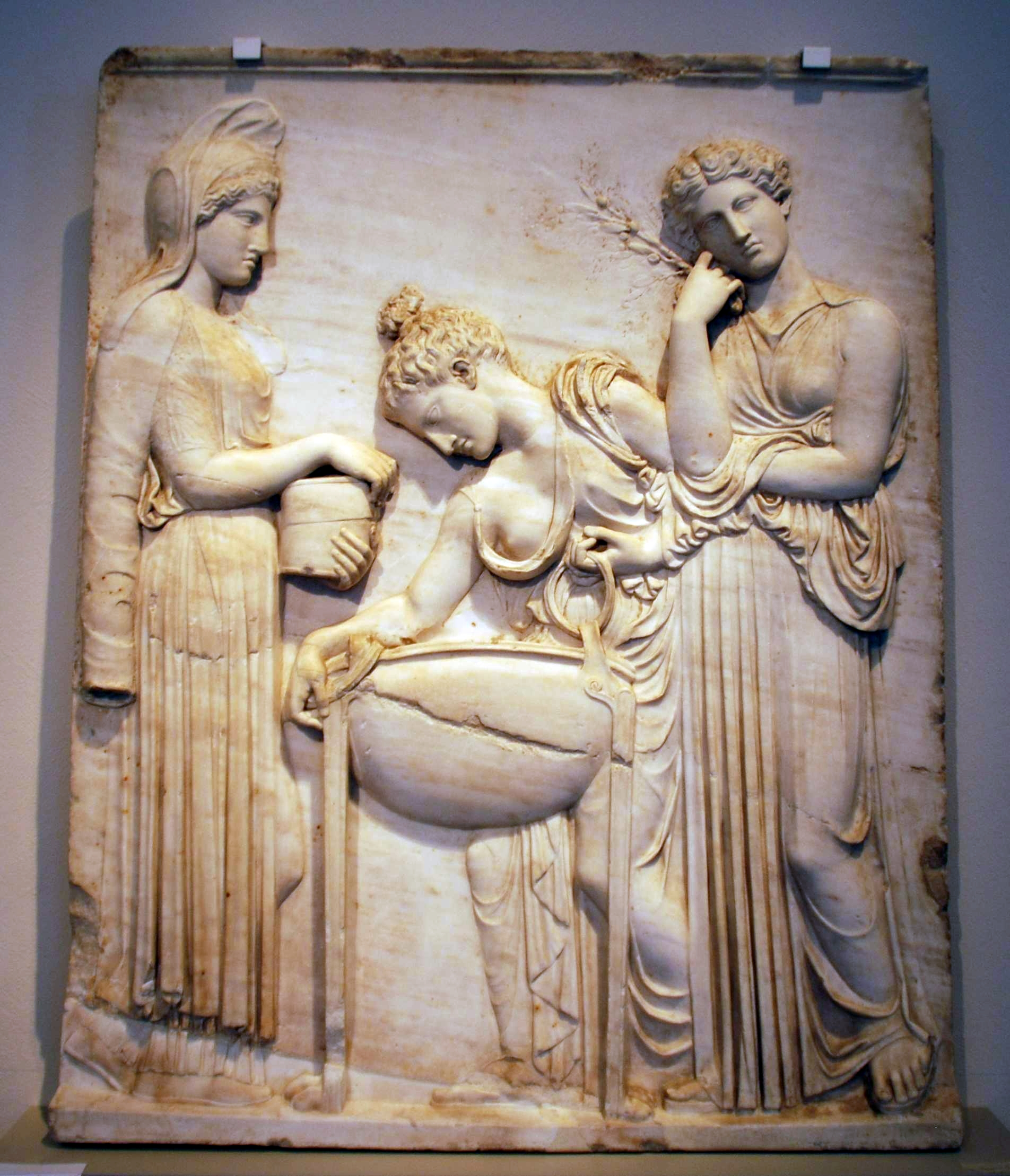
Médée et les Peliades autour d'un trépied (relief de 1828 d'après un original grec du Ve siècle av. J.-C.).
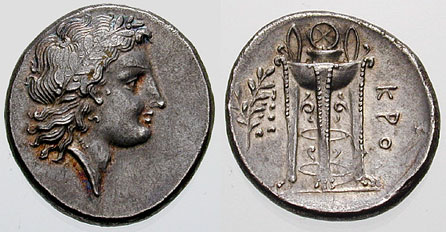
Ancienne monnaie grecque. 330-300 av. J.-C. Tête d'Apollon à gauche et trépied orné à droite.
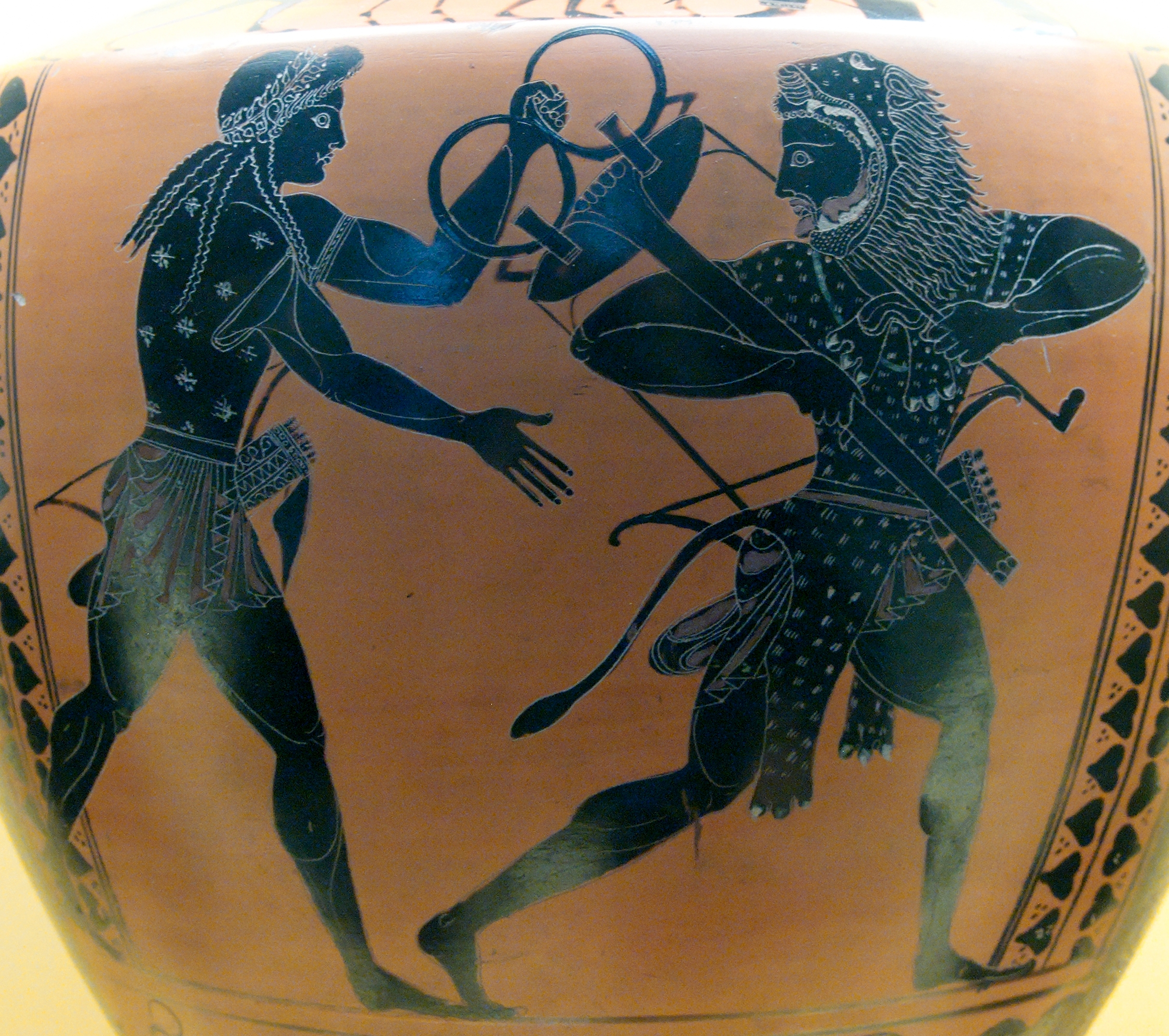
Dispute d'Apollon et d'Hercule pour la possession du trépied de Delphes. Hydrie attique à figures noires, vers 520 av. J.-C.